# PLOS One
PLOS One (stylisé PLOS ONE, et anciennement PLoS ONE) est une mégarevue scientifique, éditée quotidiennement par la Public Library of Science et diffusée exclusivement en ligne. Elle couvre tous les domaines de la science sans distinction. Lancée en 2006, PLOS One se propose de publier des articles scientifiques, évalués par un comité de lecture, en ne tenant pas compte de la perception de leur importance, du statut du journal ou de son facteur d'impact, pourvu que les travaux soient rigoureusement menés,.

## Historique
Lancé dans une version bêta hebdomadaire en décembre 2006, PLOS One est un site pleinement fonctionnel et mis à jour quotidiennement à partir du mois d'août 2008. En 2007, PLOS One  publie 1 200 articles ; en 2010, elle publie 6 749 articles, ce qui en fait cette année-là la première revue scientifique au monde en nombre d'articles publiés. En 2011, la revue publie 13 798 articles ; en 2013, elle dépasse le nombre de 30 000 articles annuel, puis connait un déclin depuis lors, descendant à 22 000 articles en 2016.
D'après le Journal Citation Reports, le facteur d'impact de ce journal est de 4,411 en 2010, de 3,234 en 2014 et de 2,806 en 2016.

## Objectifs de publication
Le concept mis en place par PLOS One est celui d'une revue scientifique de haut niveau à comité de lecture, disponible exclusivement en ligne, libre d'accès et sous licence Creative Commons, ouverte au plus grand nombre d'articles scientifiques satisfaisant les critères académiques indépendamment de la perception de leur importance et dont les coûts de publication ne sont supportés que par les auteurs.
En 2011, PLOS One accepte 69 % des articles soumis après une évaluation réalisée par en moyenne 2,9 experts.
Le coût de publication d'un article sur PLOS One est de 1 595 dollars.